# スウェディッシュ・デスメタル
スウェディッシュ・デスメタル（Swedish Death Metal）は、スウェーデンで発生したデスメタルシーンの呼称である。

## 歴史
多くのスウェディッシュ・デスメタルバンドはメロディック・デスメタルムーヴメントと関係している。ヨーテボリは「メロディック」・デスメタルシーンがメタル・ファンに人気であり、ストックホルムはメロディよりもサウンド志向の、より純粋なデスメタルシーンが存在することで著名である。
アメリカ合衆国のシーンとは違い、スウェーデンのシーンではパンク・ロックの影響が強い。特に、D-Beatやハードコアの影響は顕著である。また、後のブラックメタルシーンに多大な影響を与えたバソリーはスウェーデンのエクストリームメタルシーンを語る上で欠かせない存在である。1990年代初頭、ヨーテボリ（ユーテボリ）とストックホルムに二つのデスメタルシーンが誕生した。スウェディッシュ・デスメタルの第一波と呼ばれるバンドにはCarnage（カーネイジ）とNihilist（ナイアリスト）がいる。この二つのバンドは後にエントゥームド、ディスメンバー、アンリーシュドに発展することとなる
このサウンドはギターをダウンチューニングし、フルテンにしたBoss HM-2 Heavy Metalというエフェクターにつないで出す。Boss DS-1 Distortionペダルを通したギターを組み合わせることもあった。このサウンドを作り出したのはNihilistのギタリストLeffe Cuznerである。この独特のギター・サウンドはその後年月を経て改良されていくことになる。"オールド・スクール"なスウェディッシュ・デスメタルの形式をとる若手のバンドにはブラッドバス、Repugnantなどがいる。
HM-2 heavy metalエフェクターの音と、NWOBHMからの影響を特徴とするヨーテボリのサウンドは、アット・ザ・ゲイツ、ダーク・トランキュリティー、イン・フレイムスによって生み出された。
スウェディッシュ・デスメタルは、国外のバンドにも影響を与えた。アメリカのバンド、トリヴィアムのギタリスト、マシュー・キイチ・ヒーフィーは、スウェディッシュ・デスメタルから大きな影響を受けたと語っている。

## バンド一覧
- Amon Amarth
- At the Gates
- Carnage
- Dark Tranquillity
- Dismember
- Entombed
- God Macabre
- Gorement
- In Flames
- Morbid
- Nihilist
- Nirvana 2002
- Unanimated
- Unleashed